# 서 (중국 성씨)
서(徐[xú])는 중국의 성씨이다. 해당 성씨는 중국 《백가성(百家姓)》 제10위이다. 인구는 대략 2,400만명이다. 기원전 2세기 제나라 출신 진나라 재상 서복이 문헌에 처음 등장한다.

## 같이 보기
- 서 (성씨)